# 莒光里 (新北市)
25°01′30″N 121°28′13″E / 25.0249419°N 121.4702555°E
莒光里為台灣新北市板橋區轄下之一里，面積約0.0583平方公里。該里昔時為江子翠地區的農田，1970年代發展住宅區，建築商於該地興建大量的四層連棟式公寓，1994年由華翠里分出獨自設立為莒光里。新北市議會、新北市藝文中心以及新北市立圖書館總館位於該里。